# Sachiko de Hisa
Sachiko, princesa Hisa (久 宮 祐 子 内 親王, Hisa-no-miya Sachiko Naishinnō, 10 de setembre de 1927 - 8 de març de 1928) va ser la segona filla de l'emperador Shōwa i de la seva dona, l'emperadriu Kōjun.

## Naixement
El 10 de setembre de 1927 va néixer el segon fill de l'emperador i l'emperadriu, una nena que pesava 3,3 quilograms i tenia una longitud de 51 centímetres.
La princesa va ser anomenada Sachiko el 16 de setembre, un nom escollit pel mateix emperador. La princesa va ser alletada i va anar creixent correctament.

## Mort
El 27 de febrer, la princesa va desenvolupar un èczema i febre alta i se li va diagnosticar un refredat. L'1 de març la metgessa va anunciar que calia amoïnar-se per l'estat de la nena, i el 3 de març es va anunciar que s'esperava la seva recuperació. No obstant això, el 4 de març la princesa va tenir una febre molt alta, de 39 ° C, i a les nou de la nit, es va sospitar que tenia sèpsia. Les celebracions per a l'aniversari de l'Emperadriu es van cancel·lar el 6 de març.
El 8 de març el seu estat mèdic va continuar deteriorant-se i la petita princesa va morir a les 3:38 del matí. L'emperador va ordenar a l'exèrcit que aturés les seves accions durant el dia i va decretar un dia de dol nacional. El 13 de març, la princesa va ser enterrada en una senzilla cerimònia al cementiri de Toshimagaoka. L'emperadriu va quedar abatuda; va tenir agafada una nina d'aproximadament la mateixa mida que Sachiko durant dies i no va tenir cap altre fill en un any més, quan va néixer la princesa Kazuko.